# 和 (日本麻将)
或了，是日本麻将的术语，指构成符合规定的牌型时宣告该局获胜并赢得一定的点数。即其他地區說的胡牌。

## 和牌规定
日本麻将的一般规则体系中，满足以下两个条件时才认为和牌：
1. 手牌的构成符合某种特定的形式（和牌形）
2. 形成了某种役（一番缚）

然而，和牌是由玩家自己宣布才能成立的，并不是必须在满足条件的情况下立即宣布和牌。根据情况，玩家可以故意不宣布和牌（称为""），继续进行游戏。
此外，在立直和牌的情况下，还需要满足以下条件：
- 不处于振听（フリテン）状态

其中，如果是靠别人打出的牌来构成和牌的叫荣和（日语：栄和（ロンホー/ロンあがり）），即其他地區說的銃胡，由打出牌的那家支付点数；靠自己摸牌构成和牌的叫自摸和（日语：簡稱：），由其他三家支付点数。

## 和牌形
和牌形式可以分为以下3种：

### 一般的和牌形
包括一对牌和4组面子的形式。4面子1雀头是最典型的和牌形式。
   （一般和牌形，役是断幺九）

### 七对子的和牌形
包括7组对子的形式。通常情况下，不将同种牌的4张牌视为2组对子。详细规则请参考七对子。
   （七对子的和牌形）

### 国士无双的和牌形
包括13种不同的孤立牌各1张，并且其中一张牌重复作为雀头的形式。根据通常的规则，只有国士无双符合这种形式，所谓的13种孤立牌可以等同于么九牌。然而，根据地方规则，历史上也有将十三不靠作为国士无双的变体形式，因此并不限于上述规定。详细规则请参考各自的条目。
   （国士无双的和牌形）
此外，还有一种特殊的和牌形式称为"流局满贯"，它不属于上述提到的三种类型。需要注意的是，副露或暗杠是确定面子的行为，因此在进行这些行为时无法追求七对子或国士无双。

## 振听
振听是影响和牌的一个要素，它的存在对荣和有着消极作用，但有时候反而因为振听导致必须自摸，从而得点增加。
振听分三种：临时振听、舍牌振听、立直振听。如果振听，仅能自摸，不能荣和。

### 同巡振聽（临时振听）
有人放銃但己方不选择和牌（主动）或者翻数不够不能和牌（被动）即成立，必须在自己摸牌后临时振听才会消失。
这容易出现在断幺九、全带幺等牌型上，主要是23或78的两面听的原因。但即使他家打出不能和的牌（如做断幺九牌型手中有23万，别人打出1万），也至多轮到自己动牌之后就消失。

### 捨牌振听
自己曾打出的牌包含可以和的牌（包括打出去后被他人吃、碰、杠的），此时不能荣和，只能自摸。如果更改听牌的种类至不包含自己打过的牌，则舍牌振听也会消失（但立直之后就无法改变了）。
该振听产生的原因与临时振听比较相似，也比如打断幺九牌型时把1万打出，结果留下了23万的搭子，或者打牌的时候不注意等等。

### 立直振听
类型和临时振听相似，但不同的是自己已经立直，则不像临时振听那样摸到牌就立即解除，而是伴随到局终。
一般是因为自己不能计算自己的听牌而导致，但也会是如下情况（子家，不考虑里宝牌）：
听
这时他人点炮，只有2000点(立直1番+平和1番=2番30符）。放弃荣和，能自摸的话，就是16000点（立直1番+門前清自摸和1番+平和1番+三色同順2番+純全帶幺九3番=8番，倍滿）。所以这个时候可以考虑放弃点和。

## 多家和牌
頭跳是在複數的玩家對同一玩家的舍牌宣言榮和的場合，認為打牌的玩家逆時針方向最近的玩家（該巡中最早摸打的玩家）和了的規則。
三家和了是指一家打牌使其他三家同时和牌，部分规则定为途中流局。
例如N点炮，A是N的下家，B是N的对家，C是N的上家，那么如果采用头跳的话，和牌顺序应该是A先于B先于C。
如果采用头跳规则：
- AB和牌：只有A获得点数
- AC和牌：只有A获得点数
- BC和牌：只有B获得点数
- ABC和牌：只有A获得点数（或者因为三家和了而流局）

如果不采用头跳规则：
- AB和牌：AB均获得点数
- AC和牌：AC均获得点数
- BC和牌：BC均获得点数
- ABC和牌：ABC均获得点数（或者因为三家和了而流局）

## 错和
犯规通稱錯和（日语：錯和（チョンボ）），又称诈和。
以下情况判定为错和：
1. 没听牌时报胡牌
2. 無役或起和役不足时报胡牌
3. 振听时报荣胡
4. 流局时发现不听或振听立直

等等。注意他人的和牌和自己的错立直同时出现时，后者不计。另外错误的杠牌（例如三张东和一张白的杠牌）不算错和。
1. 若庄家诈和了，则不可继续连庄

部分网络麻雀由于技术设定，不会出现错和，现实麻雀中，一般出现错和有如下解决方式：
- 没有任何后果，通常适用于新手。
- 罚符，又分為以下三種情形：
  - 半莊打完後從最後成績扣固定數值。（例如M聯盟會從最後成績扣20分，相當於20000點[3]）。此情況下該局重新打（該局立直者可收回立直棒，莊家繼續做莊但不計算本場）
  - 支付滿貫（日语：満貫払い），即支付給其他玩家如果自摸满贯應該獲得的点数（子家發生為子2000亲4000，親家發生則支付給其他三家各4000[4]）。此情況下該局重新打（處理方式跟上一個情形相同）
  - 單純罰符。通常只會對小犯規做的懲罰。罰符類似立直棒（下次和牌的人可收取，流局的話保留到下一局，如果該局需要重新打則犯規者可收回罰符）[5]。此情況下該局繼續。
- 放弃和牌（日语：アガリ放棄）、陪打到该局结束。雖然名為放棄和牌，實際上不只是放棄和牌，連吃碰槓牌以及宣告聽牌也禁止[5]。
  - 如果立直後被懲罰放棄和牌且該局流局的話，立直者需要公開手牌以確認是否為不聽立直。即使立直者真的有聽牌，被罰放棄和牌時依舊需要宣告不聽，且該局計算不聽罰符時必須視為不聽

罚符后可以继续，也可以结束这一局。如果结束的话，需要规定连庄还是下庄。